# Atentado terrorista em Cabul de 17 de agosto de 2019
O atentado suicida em Cabul, Afeganistão, em 17 de agosto de 2019, foi um ataque que teve como alvo a civilização hazara xiita de um salão de festas no oeste de Cabul. Pelo menos 80 pessoas foram mortas no ataque e mais de 160 ficaram feridas. O Estado Islâmico de Coraçone reivindicou a responsabilidade do atentado. O ataque também faz parte da guerra que está ocorrendo no país desde 2001.

## Ataque
O atentado suicida aconteceu por volta das 22h40, horário local, no oeste de Cabul, em uma área densamente povoada pela minoria hazara xiita, dentro do salão de festas da "Cidade de Dubai". O suicida detonou os explosivos na seção masculina do salão do festas, numa época em que centenas de pessoas estavam dentro do prédio para uma cerimônia de casamento. Outras testemunhas relataram que a bomba foi detonada perto da área do palco, onde as crianças estavam brincando antes da explosão.
Inicialmente, 63 pessoas morreram, entretanto, o número subiu para 80 após 17 pessoas morrerem devido a ferimentos do ataque. Mais de outras 160 pessoas ficaram feridas. Acredita-se que mais de 1 mil pessoas estavam no casamento. Enquanto a noiva e o noivo sobreviveram, ambos perderam vários membros da família, e várias outras famílias perderam muitas crianças devido ao atentado.

## Responsabilidade
O Talibã negou a responsabilidade pelo ataque, com um porta-voz afirmando que o grupo "condena o bombardeio" nos termos mais fortes. No dia seguinte ao ataque, o Estado Islâmico do Iraque e do Levante reivindicou a responsabilidade pelo ataque, nomeando o homem-bomba como Abu Asim Al-Pakistani e alegando que ele visava uma reunião de "não-crentes".

## Reações

### Interna
O presidente afegão, Ashraf Ghani, condenou o ataque "desumano" e "bárbaro" e expressou suas condolências às vítimas e às famílias das vítimas mortas. Ele também afirmou que o Talibã também não pode escapar totalmente da culpa pelo ataque, dizendo que "o Talibã não pode se absolver da culpa por fornecer uma plataforma para os terroristas".
O Talibã negou a responsabilidade pelo ataque e condenou-o. O porta-voz do grupo, Zabiullah Mujahid, disse em um comunicado que o grupo "condena fortemente a explosão de civis em um hotel na cidade de Cabul", acrescentando que "tais ataques bárbaros deliberadamente contra civis e mulheres são proibidos e injustificáveis".

### Internacional
- United Nations — A Missão de Assistência das Nações Unidas no Afeganistão (UNAMA) divulgou um comunicado condenando o ataque, afirmando que "A Missão de Assistência das Nações Unidas no Afeganistão (UNAMA) condena o ataque em Cabul na noite passada, que os relatórios iniciais indicam que morreram muitos civis e feriram muitos mais, entre eles mulheres e crianças".[12]

- Estados Unidos — Os Estados Unidos condenaram o ataque em um tweet postado pelo embaixador dos Estados Unidos no Afeganistão, John R. Bass, dizendo que "o bombardeio do salão de casamentos em Cabul foi um ato de extrema depravação. Nossas sinceras condolências às vítimas e suas famílias. Ninguém deve ser sujeito a tal ataque, muito menos crianças inocentes".[13]

- Arábia Saudita — O Ministério de Relações Exteriores da Arábia Saudita divulgou um comunicado no Twitter, dizendo que eles "condenam e denunciam o atentado suicida em um casamento na capital afegã de Cabul" e "renovam a firme posição do reino saudita contra alvejar e aterrorizar pessoas inocentes".[14]